# Jardin Claire-Motte
Der Jardin Claire-Motte ist eine Grünanlage im 17. Arrondissement von Paris.
Der Platz ist beliebt unter Fotografen wegen der Sicht auf den Tower-Flower des Architekten Édouard François.

## Lage
Der Zugang zum Garten erfolgt über die Rue Marguerite-Long.

## Namensursprung
Der Name des Gartens wurde zu Ehren der Solotänzerin (französisch danseuse étoile) an der Pariser Oper Claire Motte (1937–1986) gegeben.

## Geschichte
Der Garten wurde 2005 auf dem Gelände der ehemaligen Eisenbahnlinie Paris–Saint-Germain-en-Laye und der Bastion N° 45 der Thierssche Stadtbefestigung angelegt.

## Sehenswürdigkeiten
- Überreste der Bastion N° 45 der Thierssche Stadtbefestigung
- Der Blumenturm (Tower-Flower)[1]

Jardin Claire-Motte
Sicht auf den Blumenturm (Tower-Flower)
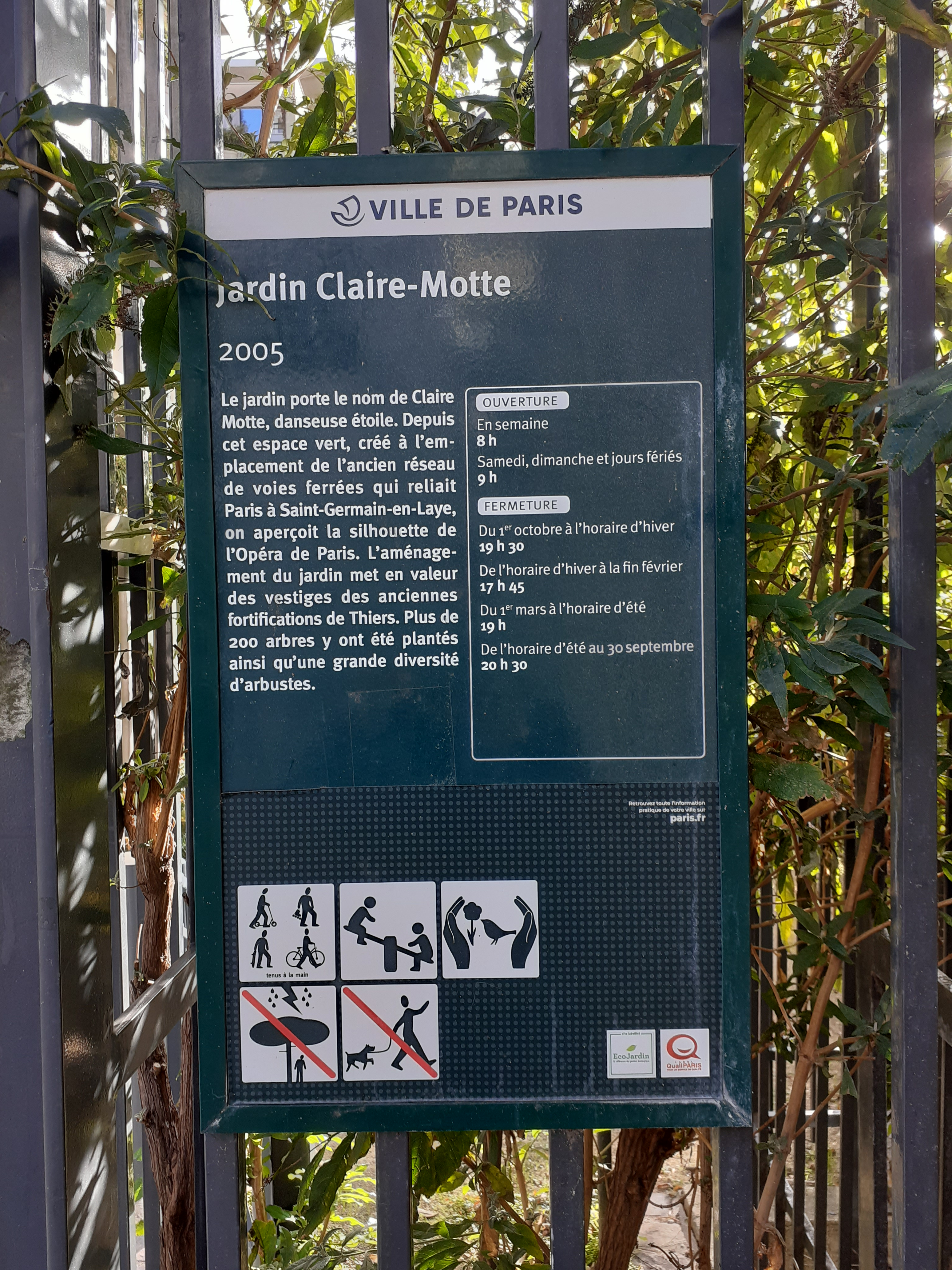
Zugang zum Garten vom Place Louis-Bernier
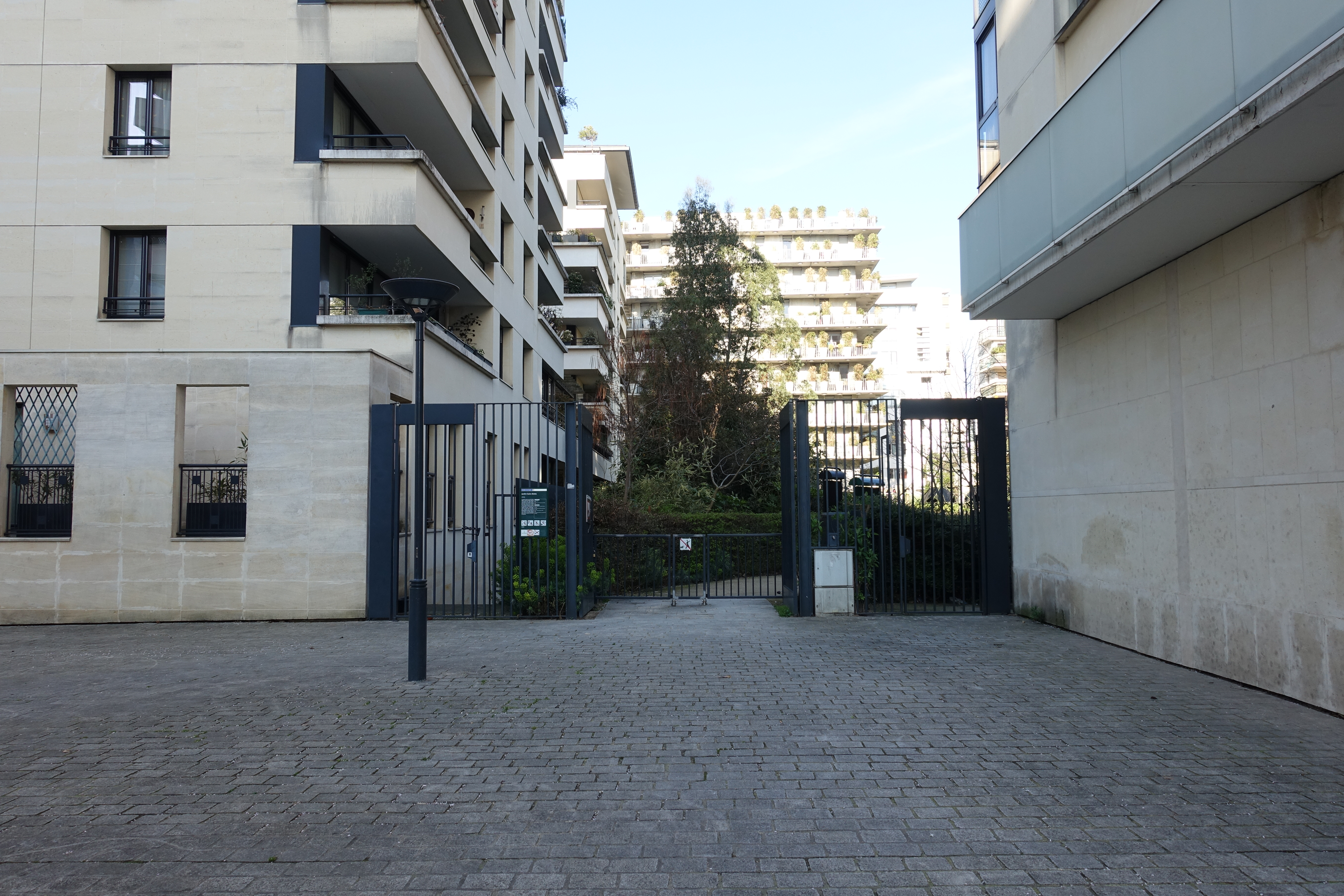
Südlicher Ausgang zur Rue Albert-Roussel (Pariser Parkanlagen)
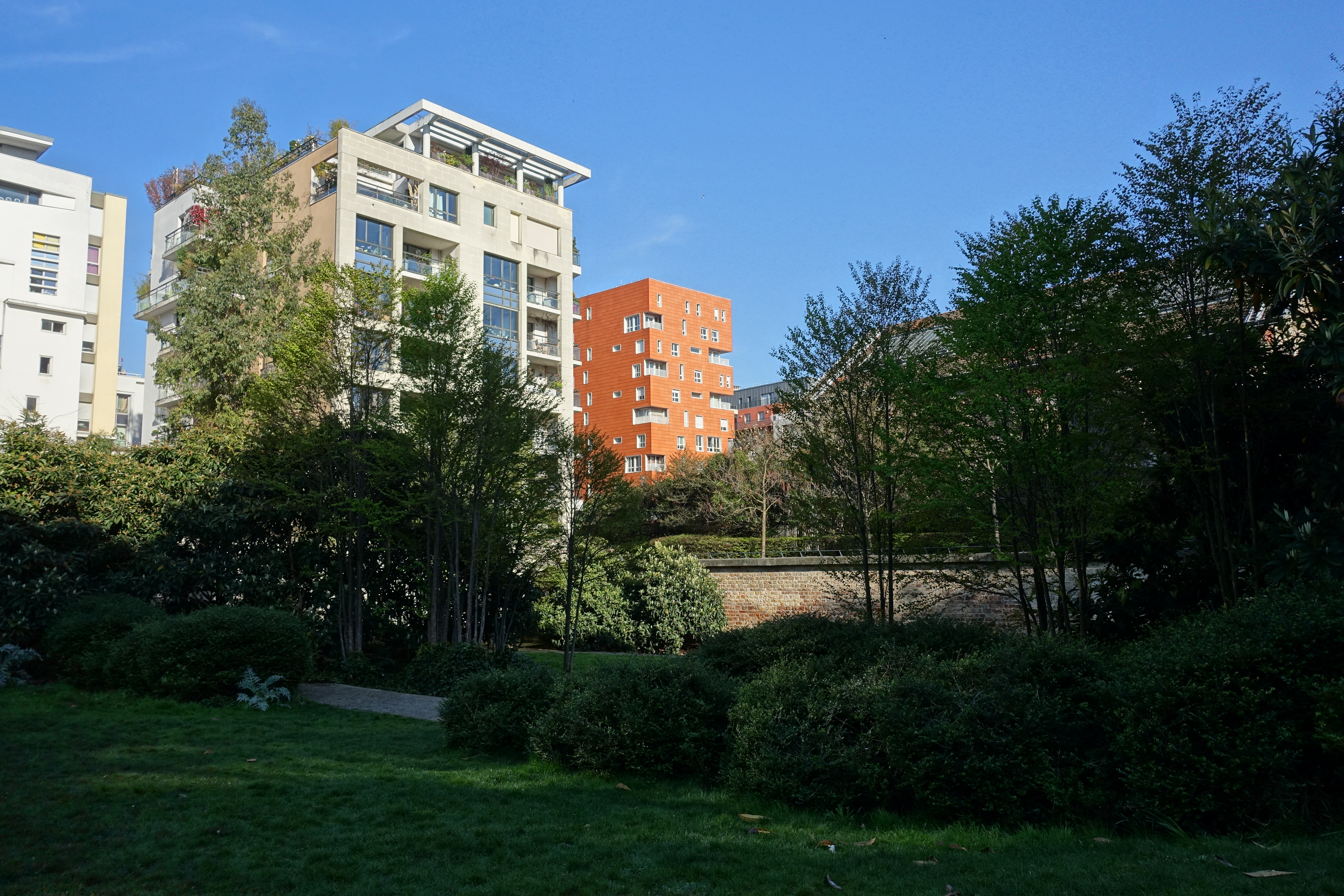
Sicht auf die Bastion

## Ähnliche Artikel
- Pariser Parkanlagen